# Actiones in rem
Actiones in rem (znane również jako vindicationes lub petitionis) – powództwa o charakterze rzeczowym. W prawie rzymskim grupa powództw służących do ochrony praw podmiotowych bezwzględnych (rzeczowych).

## Cechy charakterystyczne
Gaius opisywał powództwa rzeczowe następująco:

Powództwem in rem jest takie, w którym twierdzimy, że rzecz materialna jest naszą, albo że przysługuje nam jakieś prawo...

W powództwach in rem roszczenie powód mógł kierować – w odróżnieniu od actiones in personam – ku każdemu kto naruszał chronione przez dane powództwo prawo rzeczowe (skuteczne erga omnes). Z tego powodu osoba pozwanego nie była wymieniana w intentio formułki, w której znajdowało się jedynie stwierdzenie, że sporna rzecz jest własnością powoda (bądź przysługuje mu inne prawo rzeczowe). Różnica między actiones in personam i actiones in rem stała się podstawą podziału praw podmiotowych na względne i bezwzględne. Poza prawami rzeczowymi powództwa in rem chroniły niektóre stany faktyczne, np. actio Publiciana chroniąca posiadanie.
Podział powództw na in rem i in personam był podstawowym sposobem systematyzowania skarg w prawie rzymskim.

### Actiones in remaactiones arbitrariae
W procesie formułkowym obowiązywała zasada pieniężnej kondemnacji (condemnatio pecuniaria). Oznaczało to iż powód mógł w zasadzie domagać się tylko pieniężnego odszkodowania za utraconą rzecz. Aby jednak powód mógł rzecz odzyskać, pretor upoważniał sędziego do zasądzenia kwoty pieniężnej od pozwanego dopiero wtedy, jeżeli na wezwanie sędziego (arbitrum) pozwany nie wydał (nie okazał) rzeczy powodowi. Takie powództwa nazywano arbitralnymi.

### Bierna postawa pozwanego
Pozwany powództwem rzeczowym nie miał obowiązku wdawania się w spór – mógł się nie bronić. W takiej sytuacji pretor przyznawał posiadanie spornej rzeczy powodowi, bez przekazywania sprawy sądowi. Było to często wykorzystywane jako element innych czynności prawnych, np. in iure cessio (które było pozornym procesem o rzecz).

### Skutkilitis contestatio
W procesach o prawa rzeczowe, dokonanie litis contestato nie powodowało konsumpcji skargi. Oznaczało to, iż powód mógł w przyszłości ponownie wnieść skargę w tej samej sprawie. Chcąc jednak przeciwdziałać powtarzaniu procesów, pretor udzielał pozwanemu – którego ponownie by zaskarżono w sprawie już poprzednio przeprowadzonej przez litis contestatio lub osądzonej – specjalnych zarzutów procesowych (exceptio rei in iudicium deductae lub exceptio rei iudicatae). Zarzuty te można było podnosić w obu stadiach (in iure i apud iudicem) i powodowały oddalenie powództwa.

## Przykłady powództw rzeczowych
Do najbardziej charakterystycznych skarg rzeczowych należały:
- rei vindicatio,
- actio negatoria,
- actio Publiciana,
- actio hypothecaria,
- hereditatis petitio.